# Phaetusa (Mythologie)
Phaëtusa oder Phaethusa (altgriechisch Φαέθουσα Phaéthousa, von φαέθων phaéthōn, deutsch ‚der Leuchtende‘) ist in der griechischen Mythologie Tochter des Sonnengottes Helios und der Neaira und eine der Heliaden. Ihre Schwester ist Lampetia, Halb- oder Vollgeschwister, je nach Überlieferung, sind Aigle und Phaethon. In diesem Fall war Rhode ihre Mutter.
Zusammen mit ihrer Schwester Lampetia hütete sie die sechs Schaf- und sieben Rinderherden zu je 50 Tieren ihres Vaters auf der Insel Thrinakia.
Als Schwester des Phaeton aufgefasst, zählt sie wie ihre Schwestern zu den Heliaden und wurde nach dem Tode des Phaethon in Pappeln verwandelt, Bernsteintränen weinend.